# Santa Cruz da Graciosa
Santa Cruz da Graciosa es un municipio de Portugal ubicado en la isla Graciosa, Región Autónoma de Azores. Según el censo de 2021, tiene una población de 4091 habitantes.
Tiene una superficie de 60,89 km² de área y está subdividido en cuatro freguesias. 

## Geografía
El municipio ocupa todo el territorio de la isla Graciosa y sus islotes.
La isla tiene una forma aproximadamente ovalada. Cuenta con 12,5 km de largo y 8,5 km de ancho. Es la menos montañosa de las islas Azores, alcanzando una altitud máxima de 405 m. Esta baja elevación le da un clima oceánico templado, caracterizado por las precipitaciones más bajas del archipiélago.

## Población
| Población del municipio de Santa Cruz da Graciosa (1849 – 2021) | Población del municipio de Santa Cruz da Graciosa (1849 – 2021) | Población del municipio de Santa Cruz da Graciosa (1849 – 2021) | Población del municipio de Santa Cruz da Graciosa (1849 – 2021) | Población del municipio de Santa Cruz da Graciosa (1849 – 2021) | Población del municipio de Santa Cruz da Graciosa (1849 – 2021) | Población del municipio de Santa Cruz da Graciosa (1849 – 2021) | Población del municipio de Santa Cruz da Graciosa (1849 – 2021) | Población del municipio de Santa Cruz da Graciosa (1849 – 2021) |
| --------------------------------------------------------------- | --------------------------------------------------------------- | --------------------------------------------------------------- | --------------------------------------------------------------- | --------------------------------------------------------------- | --------------------------------------------------------------- | --------------------------------------------------------------- | --------------------------------------------------------------- | --------------------------------------------------------------- |
| 1849                                                            | 1900                                                            | 1930                                                            | 1960                                                            | 1981                                                            | 1991                                                            | 2001                                                            | 2004                                                            | 2021                                                            |
| 5349                                                            | 8359                                                            | 8470                                                            | 8669                                                            | 5377                                                            | 5189                                                            | 4780                                                            | 4777                                                            | 4091                                                            |

## Geografía
Las freguesias de Santa Cruz da Graciosa son las siguientes:
- Guadalupe
- Luz
- Praia (o São Mateus)
- Santa Cruz da Graciosa